# Вулиця Меньшикова (Севастополь)
Вулиця Меньшикова — вулиця в Гагарінському районі Севастополя, між вулицями Олександра Матросова та Вакуленчука.

## Історія виникнення
Спочатку називалася Першою Поперечної. 22 грудня 1954 року була перейменована у вул. Назукіна, з 31 жовтня 1961 року називається вул. Меньшикова.
Меморіальне позначення встановлено на будинку № 27. Названа на честь Федора Дмитровича Меньшикова (1900–1942 рр.) — учасника Великої Вітчизняної війни, секретаря Кримського обкому партії, який очолював пропагандистську групу обкому в період героїчної оборони Севастополя 1941–1942 рр. Загинув в останні дні оборони.